# Leniec w Barbarce
Leniec w Barbarce este o arie protejată (sit de importanță comunitară — SCI) din Polonia întinsă pe o suprafață de 4,11 ha, integral pe uscat.

## Localizare
Centrul sitului Leniec w Barbarce este situat la coordonatele 53°03′23″N 18°33′18″E / 53.0563°N 18.5549°E.

## Înființare
Situl Leniec w Barbarce a fost declarat sit de importanță comunitară în decembrie 2012 pentru a proteja 1 specie de plante.

## Biodiversitate
Situată în ecoregiunea continentală, aria protejată conține 1 habitat natural: Păduri stepice euro-siberiene cu Quercus spp..
La baza desemnării sitului se află o specie protejată de  plante: Thesium ebracteatum.